# Walther P22
Die Walther P22 ist eine Selbstladepistole des deutschen Waffenherstellers Walther im Kaliber .22 lfB.
Vom Aussehen ähnelt sie der Pistole Walther P99, unterscheidet sich aber von dieser insofern deutlich, als sie über einen außenliegenden Hahn und eine manuelle Sicherung verfügt.

## Technik
Die P22 ist ein Rückdrucklader mit unverriegeltem Masseverschluss. Sie funktioniert nach dem DA/ SA-Prinzip. Das einreihige Magazin entsperrt beim Einführen die Abzugsstange. Die Waffe kann nur durch Betätigen des Abzugs entspannt werden, d. h. eine Entspannung über den Sicherungshebel, wie bei vielen anderen Waffen, z. B. der HK P8, ist nicht möglich. Da alle Bedienelemente, mit Ausnahme des Verschlussfanghebels, beidseitig vorhanden sind, ist die P22 sowohl für Rechts- als auch Linkshänder geeignet.
Die P22 besteht zum größten Teil aus Kunststoffen, der Schlitten und wichtige Komponenten sind aus Zinkdruckguss gefertigt. Der Lauf wird aus Stahl hergestellt und ist zweiteilig. In einem Laufmantel sitzt das Laufinlay mit den Zügen. An der Laufmündung ist standardmäßig ein Gewinde eingeschnitten, das die Montage von Schalldämpfern erlaubt.
Durch auswechselbare Griffrücken kann die Waffe individuell angepasst werden.

## Varianten
- verschiedene Farben
- P22 Target (mit 127-mm-Lauf und Laufgewicht)
- P22IL mit integriertem Rotlichtlaser
- P22Q mit verbessertem Griffstück
- P22/P22Q Schreckschusspistole im Kaliber 9 mm P.A.K.

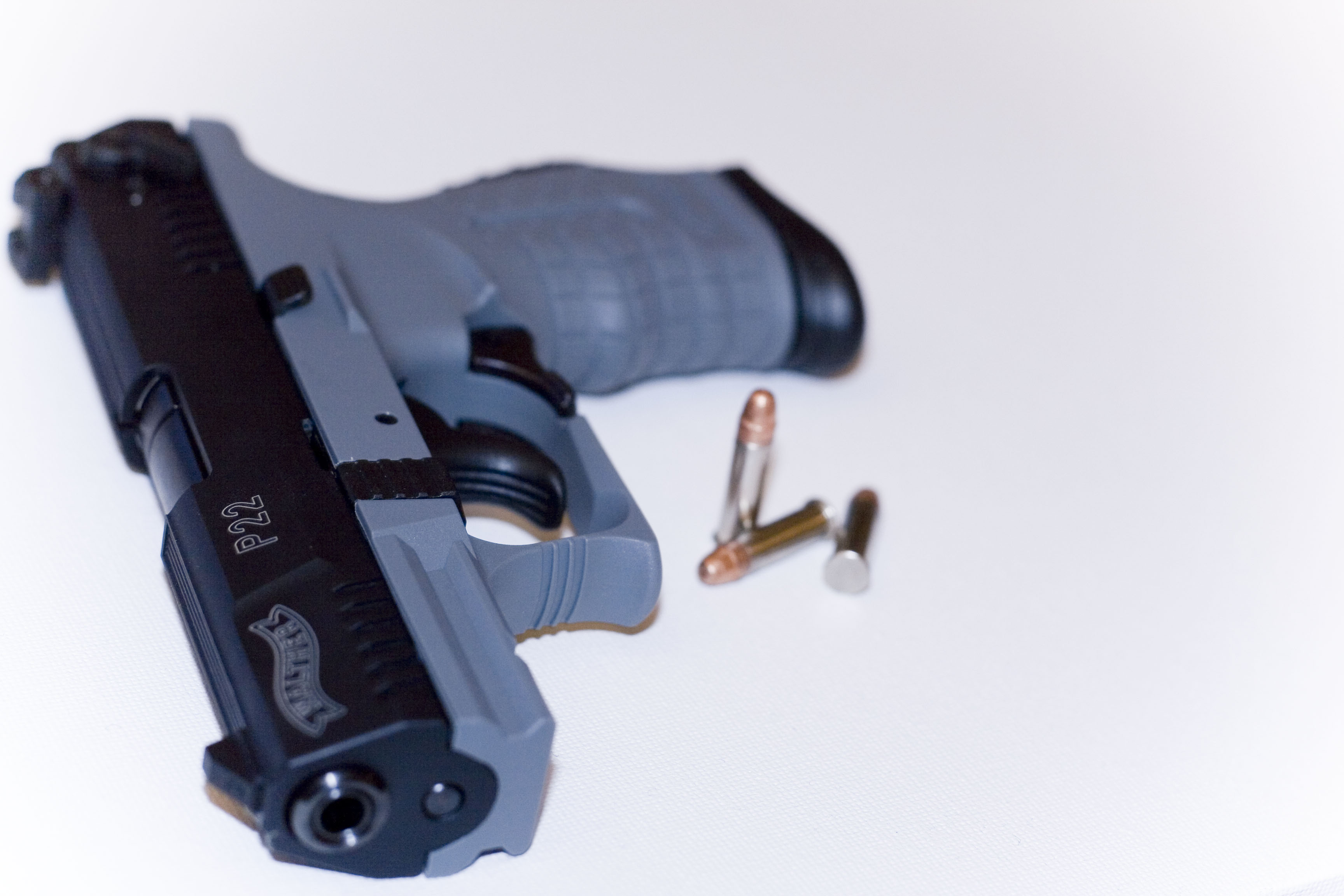
Standard P22 in grau
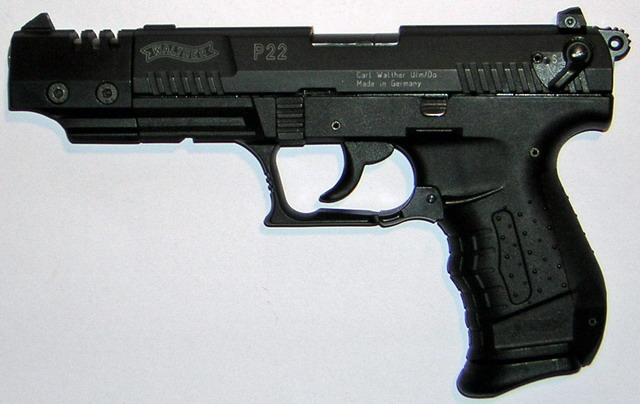
P22 Target
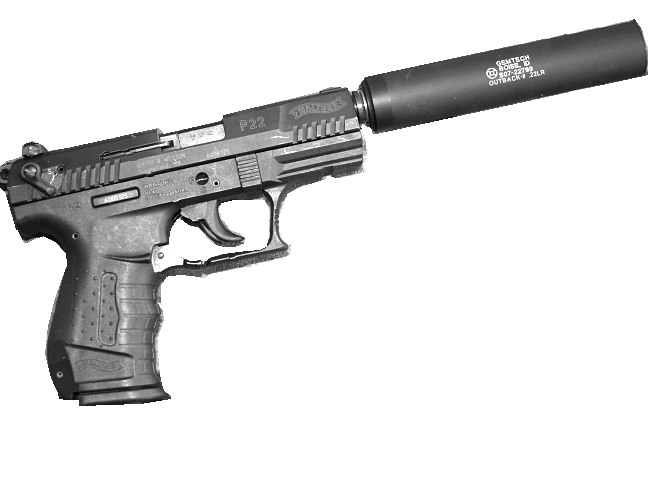
P22 mit Schalldämpfer